# Irmãs da Cruz e da Paixão

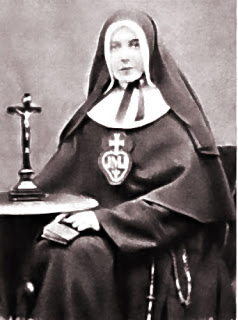
Elizabeth Prout

As Irmãs da Cruz e da Paixão (também conhecidas como Irmãs Passionistas) é um instituto religioso católico romano fundado no século XIX em Manchester, Inglaterra, por Elizabeth Prout, mais tarde chamada de Madre Maria Josefa.  A congregação faz parte do movimento passionista maior.

## História
As Irmãs da Cruz e da Paixão de Nosso Senhor Jesus Cristo foram fundadas em Manchester, Inglaterra, durante o século XIX, por Elizabeth Prout (conhecida na religião como Madre Maria Josefa).  Ela se converteu ao catolicismo na época em que os primeiros missionários passionistas chegaram à Inglaterra.
Elizabeth Prout trabalhava entre os trabalhadores pobres de Manchester e reuniu um grupo de mulheres dedicadas para atender às suas necessidades, tanto educacionais quanto espirituais.  Este foi o começo das Irmãs da Cruz e da Paixão.  As primeiras irmãs fizeram seus votos em novembro de 1852.  A abordagem de Prout era única para o seu tempo, em que seu instituto não tinha requisitos educacionais específicos nem dotes.  A adesão era, portanto, aberta aos pobres que a comunidade servia. Os talentos individuais determinaram quais tarefas eram atribuídas.  Clementina Stuart (1830-1894), a filha mais nova de Charles Edward Stuart ou Charles Manning Allen (1802-80), o mais novo dos irmãos Sobieski Stuart, tornou-se freira na Ordem e trabalhou no exterior por muitos anos.
Nos primeiros dias, elas viviam nas cidades de engenho da Inglaterra e da Escócia, trabalhavam em escolas para crianças pobres, ensinavam às mulheres jovens da classe trabalhadora boas maneiras domésticas e as abrigavam em albergues. Com o tempo, as Irmãs da Cruz e da Paixão tornaram-se mais conhecidas por suas muitas escolas e faculdades.

## Ministérios
As Irmãs da Cruz e da Paixão são uma congregação internacional.  A maior parte da congregação está na Província de São Paulo da Cruz, que abrange a Grã-Bretanha e a Irlanda, e opera dois centros de cuidados paliativos para doentes terminais na Bósnia.  A província dos Estados Unidos tem casas em Connecticut e em Rhode Island, em Nova Iorque, em Nova Jérsei, no Tennessee e na Jamaica, e nas Índias Ocidentais. Outras províncias estão na América do Sul, no Chile, na Argentina e no Peru. Há também irmãs que trabalham na Austrália e na Papua Nova Guiné. As irmãs no Botswana trabalham com pessoas que vivem com HIV / AIDS e oferecem educação preventiva para o HIV.
As irmãs estão envolvidas na educação, no trabalho paroquial, no trabalho de retiro e no cuidado pastoral.  Elas administram casas de retiro em Connecticut, EUA, em Larne, Irlanda do Norte, e em Ilkley, Inglaterra.